# Acacia striatula
Acacia striatula é uma espécie de leguminosa do gênero Acacia, pertencente à família Fabaceae.